# N506i
mova N506i（ムーバ・エヌ ごー まる ろく アイ）は、日本電気（NEC）が開発した、NTTドコモによる第二世代携帯電話 (mova) 端末製品。

## 概要
2004年夏モデルの506iシリーズのNEC製端末。同年冬春モデルのN900iを含むFOMA900iシリーズの登場で、主力機種がmovaからFOMAに移行したことから、N501iからN505iSまで長く続いたデザインを大幅に変更し、回転2軸型となった。
携帯電話の液晶が回転する「リバーススタイル」を特徴とし、横向きに持って、デジタルカメラのように携帯電話で撮影ができるようになった。
また、アンテナは従来の50XシリーズのNEC端末とは異なり、N211i・N211iSと同様に、ヒンジ部に設けられている。
メインディスプレイは、同時期の他社端末よりも縦に25ドット多いQVGA+液晶を採用し、情報表示量を増やしている。なお、回転2軸型となったため、サブディスプレイは廃止された。

## メーカーによるテレビCM
N505iSの女子十二楽坊に代わり、平原綾香を起用。タイアップ曲として『虹の予感』が使われた。

## 歴史
- 2004年3月31日：技術基準適合証明 (TELEC) 通過
  - 2004年4月12日：電気通信端末機器審査協会 (JATE)通過
- 2004年4月27日：D506i、F506i、N506iの開発を発表
- 2004年6月26日：販売開始
- 2012年3月31日：movaサービス終了により使用はこの日限りとなる。